# 勝者総取り方式
勝者総取り方式（しょうしゃそうどりほうしき、英語: Winner-take-all）は、選挙方法のうち多数代表制の一種である。ウィナーテイクオール方式とも呼ばれる。

## 概要
勝者総取り方式では、選挙区で最多得票を得た陣営が、その選挙区に割り当てられた議席や得点などの全てを獲得する。それらの議席や得点は原則として選挙区ごとに複数割り当てられる。これは、同じ多数代表制でも、各選挙区に割り当てられる議席や得点が原則として1である小選挙区制と異なる点である。また勝者総取り方式では、投票先の候補者を投票者が自由に組み合わせることが許されず、候補者名簿単位での投票しか許されない。これは、同じく選挙区の定数が原則複数である多数代表制でも、完全連記制と異なる点である。
「ウィナーテークオール」は、ニューラルネットワークにおける神経細胞モデルの基本原理を指す語としても用いられる。

## 事例

### アメリカ合衆国大統領選挙
アメリカ合衆国大統領選挙は形式上間接選挙であり、選挙人選出に際して勝者総取り方式が用いられる。

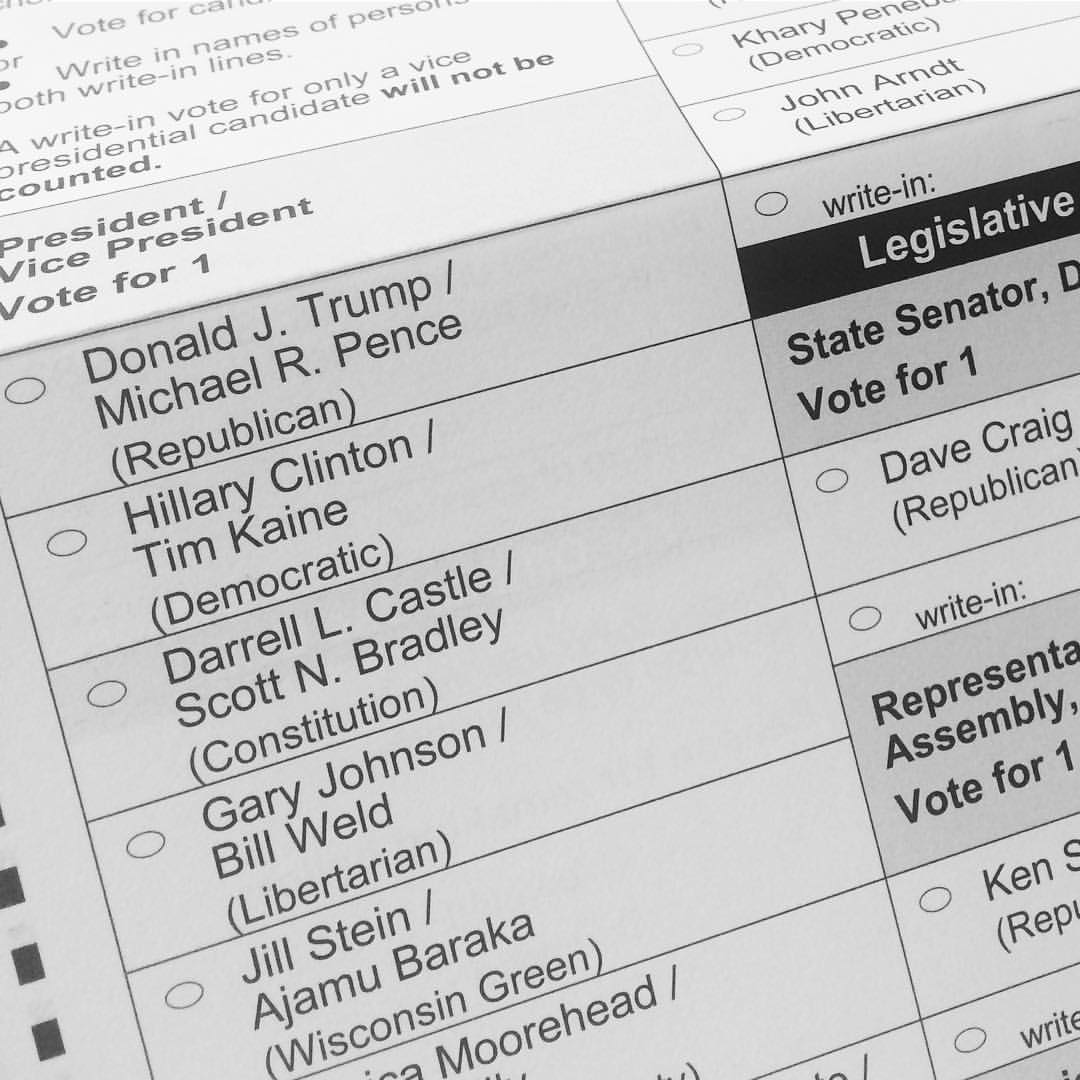
2016年アメリカ合衆国大統領選挙一般投票投票用紙（ウィスコンシン州）

大統領選挙における一般市民の投票である「一般投票」では、ペアとして立候補している大統領候補と副大統領候補の組み合わせの選択肢が投票用紙に印刷されており、投票者はいずれかの選択肢をマークする形で投票する。それらの得票は、選挙人に当選した暁には「選挙人投票」時に当該候補ペアに投票することを予め誓約している選挙人候補団の得票とみなされる。多くの州では最多得票の選挙人候補団が当選し、その州に割り当てられた選挙人定数をすべて埋める。このように州ごとに選出された選挙人のうち、全国で過半数の選挙人を獲得した大統領候補・副大統領候補ペアが最終的に当選する仕組みである。
大統領選挙人を州の中でどう配分するかについては連邦法で規定されておらず、選挙人選挙の方式はそれぞれの州に委ねられている（アメリカ選挙人団も参照）。48の州とコロンビア特別区では最多得票陣営に全ての大統領選挙人枠が与えられる勝者総取り方式を採用している。残りのネブラスカ州とメーン州では、勝者総取り方式（州全体で2名）と小選挙区制（下院選挙区に準じる）の一票式並立である。

一般投票の総得票数（左）と選挙人数（右）が逆転する場合を図示した図。

比例割り当てでは無い以上、一般投票の総得票数の多寡と獲得選挙人数の多寡が逆転しうる。逆転の起こった選挙のうち、2000年アメリカ合衆国大統領選挙では、州内一般投票が約0.009パーセント差 で最終決着したフロリダ州の25名枠を獲得したいずれかの候補が当選するという情勢であった。一方、2016年アメリカ合衆国大統領選挙では、仮に下院選挙区（小選挙区）ごとに選挙人を選出したとしてもやはり現実と同様に逆転が起こると計算されている。他の逆転の事例としては、1824年・1876年・1888年の大統領選挙が挙げられる。
勝者総取り方式を採用する州では半数を超えるか否かのみが基準となることから、比例配分方式の州の勝敗より大きく注目されやすい。そのため各陣営は比例割り当て方式を採用する州よりも勝者総取り方式を採用する州を重視する傾向がある。
大統領選挙においては民主党か共和党のどちらが取るかで激戦となっている「スイング・ステート（激戦州）」が各陣営から戦略的に重視されるが、さらにその州において比例配分方式ではなく勝者総取り方式を採用していると、よりその傾向が強くなる。一方で、民主党か共和党のどちらが過半数を取るかはっきりしている「赤い州・青い州」で勝者総取り方式を採用していると、比例配分方式を採用した場合よりも各陣営から戦略的に軽視される傾向が強くなる。
なお2008年まで共和党における大統領予備選挙は全ての州が勝者総取り方式を採用していた。

### シンガポール国会議員選挙
シンガポールの国会議員選挙で採用されている集団選挙区制も、選挙区ごと最多得票の政党にその選挙区に割り当てられた議席を全て与える方式である。これは建国以来一貫して与党である人民行動党の一党優位を支えるシステムの一つとされる。